# Ermelinda Meksi
Ermelinda Ahmet Meksi (ur. 3 stycznia 1957 w Tiranie) – albańska polityk i ekonomistka, wicepremier i minister integracji europejskiej w rządzie Fatosa Nano, pierwsza w historii Albanii kobieta, która objęła stanowisko wicepremiera. 

## Życiorys
W 1979 ukończyła studia na Wydziale Ekonomicznym Uniwersytetu Tirańskiego. Po ukończeniu studiów pracowała w przedsiębiorstwie geologicznym. W 1980 rozpoczęła wykłady ze statystyki i demografii dla studentów Uniwersytetu Tirańskiego. W 1986 obroniła pracę doktorską z zakresu demografii.
Członkini władz Socjalistycznej Partii Albanii od 1991. W wyborach 1992 i 1997 wybierana deputowaną do parlamentu. Od 1996 współpracowała z Uniwersytetem La Sapienza w Rzymie jako ekspert finansowy.
W lipcu 1997 po raz pierwszy objęła stanowisko ministerialne (jako minister stanu d.s. współpracy ekonomicznej), od 1998 kierowała resortem współpracy ekonomicznej i handlu. W 2000 objęła stanowisko przedstawiciela Albanii w Pakcie Stabilizacji, a następnie reprezentowała swój kraj w WTO.
W 2003 objęła stanowisko wicepremiera i ministra integracji europejskiej w rządzie Fatosa Nano. Była pierwszą w historii Albanii kobietą na stanowisku wicepremiera. Funkcję ministra pełniła przez dwa lata. W 2011 wybrana członkinią rady nadzorczej Banku Albanii, w wyniku czego zrezygnowała z mandatu deputowanej do parlamentu.